# Arquebisbat de Luanda
L'arquebisbat de Luanda  (portuguès: Arquidiocese de Luanda; llatí: Archidioecesis Luandensis) és una seu metropolitana de l'Església catòlica pertanyent a Angola. El 2011 tenia 2.717.000 batejats al voltant de 3.682.000 habitants. Actualment és dirigida per l'arquebisbe Filomeno do Nascimento Vieira Dias.

## Territori
L'arxidiòcesi comprèn part de la província de Luanda, a Angola. La seu arxiepiscopal és la ciutat de Luanda, on es troba la catedral de Nossa Senhora dos Remedios. El territori s'estén sobre 1.074 km², i està dividit en 29 parròquies.

### Província eclesiàstica
La província eclesiàstica de Luanda, instituïda el 1940, comprèn les següents diòcesis sufragànies:
- bisbat de Cabinda,
- bisbat de Caxito,
- bisbat de Mbanza Congo,
- bisbat de Sumbe,
- bisbat de Viana.

## Història
El bisbat de São Salvador da Congo a Angola va ser erigit el 20 de maig de 1596, mitjançant la butlla Super specula del papa Climent VIII, com una escissió de l'arquebisbat de Tomé (avui bisbat de São Tomé e Príncipe). Originàriament era sufragània de l'arquebisbat de Lisboa (avui patriarcat).
Durant el temps va assumir diverses denominacions: des del 1609 São Paulo de Loanda / Congo a Angola; des del 1623 tornà a ésser anomenada São Salvador da Congo / Congo a Angola; des del 1628 de nou São Paulo de Loanda / Congo a Angola; des del 1716 São Paulo de Loanda / Congo a Angola / Santa Cruz de Reino de Angola.
Inicialment tenia la seu a São Salvador do Congo, actual Mbanza Kongo, però el 1716 es va traslladar a Luanda, on els bisbes podien estar més a prop de les autoritats colonials. D'aquesta època queda l'antiga Església del Remei de Luanda, temple construït entre 1655 i 1674, que és l'actual Catedral de Luanda.
El 16 de novembre de 1616 va passar a formar part de la província eclesiàstica de l'arquebisbat de San Salvador de Bahia. El 13 de gener de 1844, en virtut de la butlla Quae olim del papa Gregori XVI la feu retornar a la província eclesiàstica del patriarcat de Lisboa.
El 4 de setembre de 1940 en virtut de la Sollemnibus Conventionibus del papa Pius XII, cedí parts del seu territori per tal d'erigir els bisbats de Nova Lisboa (avui arquebisbat de Huambo) i de Silva Porto (avui bisbat de Kwito-Bié), i va ser elevada al rang d'arxidiòcesi metropolitana i assumí el seu nom actual.
Posteriorment ha cedit més porcions de territori per tal d'erigir noves diòcesis:
- el bisbat de Malanje (avui arxidiòcesi) el 25 de novembre de 1957;
- el bisbat de Carmona e São Salvador (avui bisbat d'Uije) el 14 de març de 1967;
- el bisbat de Novo Redondo (avui bisbat de Sumbe) el 10 d'agost de 1975;
- el bisbat de Cabinda el 2 de juliol de 1984;
- el bisbat de Ndalatando el 26 de març de 1990;
- els bisbats de Caxito i de Viana el 6 de juny de 2007.

El 22 de març de 2009, el Papa Benet XVI celebrà la missa a l'església de Sant Pau de Luanda, que presidí conjuntament amb bisbes, preveres, religiosos i religioses, moviments eclesials i catequistes d'Angola i Santo Tomé:
| «                               | ... La primera lectura d'avui té una ressonància particular pel Poble de Déu a Angola. És un missatge d'esperança pel Poble escollit en la llunyania del seu desterrament, una invitació per tornar a Jerusalem per a reconstruir el Temple del Senyor. La descripció vibrant de la destrucció i ruïna causada per la guerra reflexa l'experiència personal de molts en aquest país durant les terribles devastacions de la guerra civil. Quina veritat és el que la guerra pot destruir "tot allò que té valor" (cf. 2 Cr 36,19): famílies, comunitats senceres, el fruit de la fatiga dels homes, les esperances que guien i alenen les seves vides i el seu treball. Aquesta experiència és massa familiar al conjunt d'Àfrica: el poder destructiu de la guerra civil, el caure a l'huracà de l'odi i la venjança, el malbaratament dels esforços de generacions de gent de bé... | » |
| — Homilia de Benet XVI a Luanda | |   |

## Cronologia episcopal
- Miguel Rangel, O.F.M. † (20 de maig de 1596 - 16 d'agost de 1602 mort)
- Antonio de Santo Estevão, O.P. † (15 de juliol de 1604 - abril de 1608 mort)
- Manuel Baptista, O.F.M. † (25 de maig de 1609 - abril de 1620 mort)
- Simon Mascarenhas, O.F.M. † (15 de febrer de 1621 - 13 d'octubre de 1624 mort)
  - Sede vacante (1624-1627)
- Francisco de Soveral, O.S.A. † (8 de febrer de 1627 - 5 de gener de 1642 mort)
  - Sede vacante (1642-1671)
- Pedro Sanches Farinha † (22 de juny de 1671 - 30 de novembre de 1671 mort)
- António do Espirito Santo, O.C.D. † (14 de novembre de 1672 - 12 de gener de 1674 mort)
- Manuel da Natividade, O.F.M. † (2 de desembre de 1675 - 8 de desembre de 1685 mort)
- João Franco de Oliveira † (9 de juny de 1687 - 9 de gener de 1692 nomenat arquebisbe de San Salvador de Bahia)
- José de Oliveira, O.S.A. † (19 de juliol de 1694 - 9 de setembre de 1700 renuncià)
- Luis Simões Brandão † (6 de febrer de 1702 - 24 de febrer de 1720 renuncià)
- Manuel a Santa Catharina, O.Carm. † (20 de març de 1720 - 1 de novembre de 1732 mort)
  - Sede vacante (1732-1738)
- Antônio de Nossa Senhora do Desterro Malheiro † (3 de setembre de 1738 - 15 de desembre de 1745 nomenat bisbe de Rio de Janeiro)
- Manoel de Santa Ines Ferreira, O.C.D. † (15 de desembre de 1745 - 6 d'agost de 1770 nomenat arquebisbe de San Salvador de Bahia)
- Luis da Anunciação Azevedo, O.P. † (17 de juny de 1771 - 8 de novembre de 1784 renuncià)
- Alexandre da Sagrada Familia Ferreira da Silva, O.F.M. † (14 de febrer de 1785 - 23 de novembre de 1787 renuncià)
  - Sede vacante (1787-1791)
- Luiz de Brito Homem, O.S.B. † (17 de desembre de 1791 - 24 de maig de 1802 nomenat bisbe de São Luís do Maranhão)
- Joaquim Maria Mascarenhas Castello Branco † (20 de desembre de 1802 - abril de 1807 renuncià)
- João Damasceno Da Silva Póvoas † (19 de desembre de 1814 - 21 de febrer de 1826 mort)
  - Sede vacante (1826-1846)
- Sebastião da Anunciação Gomes de Lemos, O.C.D. † (16 d'abril de 1846 - 1848 renuncià)
- Joaquim Moreira Reis, O.S.B. †(28 de setembre de 1849 - 10 de març de 1857 renuncià)
- Manuel de Santa Rita Barros, T.O.R. † (23 de març de 1860 - 3 de gener de 1862 mort)
- José Lino de Oliveira †(21 de desembre de 1863 - 1 de juliol de 1871 renuncià)
- Tommaso Gomes de Almeida † (4 d'agost de 1871 - 22 de setembre de 1879 nomenat bisbe auxiliar de Goa)
- José Sebastião d'Almeida Neto, O.F.M. † (22 de setembre de 1879 - 9 d'agost de 1883 nomenat Patriarca de Lisboa)
- António Tomé da Silva Leitão e Castro † (27 de març de 1884 - 1 de juny de 1891 nomenat bisbe coadjutor de Lamego)
- António Dias Ferreira † (1 de juny de 1891 - 7 de març de 1901 renuncià)
- Antonio José Gomes Cardoso † (21 de juny de 1901 - 12 d'agost de 1904 mort)
- António Barbosa Leão † (26 d'abril de 1906 - 19 de desembre de 1907 nomenat bisbe de Faro)
- João Evangelista de Lima Vidal † (31 de març de 1909 - 9 de desembre de 1915 nomenat bisbe auxiliar de Lisboa)
- Moisés Alves de Pinho, C.S.Sp. † (7 d'abril de 1932 - 17 de novembre de 1966 jubilat)
- Manuel Nunes Gabriel † (17 de novembre de 1966 - 19 de desembre de 1975 renuncià)
- Eduardo André Muaca † (19 de desembre de 1975 - 31 d'agost de 1985 renuncià)
- Alexandre do Nascimento, O.P. (16 de febrer de 1986 - 23 de gener de 2001 jubilat)
- Damião António Franklin † (23 de gener de 2001 - 28 d'abril de 2014 mort)
- Filomeno do Nascimento Vieira Dias, des del 8 de desembre de 2014

## Estadístiques
A final del 2011, la diòcesi tenia 2.717.000 batejats sobre una població de 3.682.000 persones, equivalent al 73,8% del total.
| any  | població  | població  | població | sacerdots | sacerdots       | sacerdots       | sacerdots             | diàques | religiosos | religiosos | parroquies |
| ---- | --------- | --------- | -------- | --------- | --------------- | --------------- | --------------------- | ------- | ---------- | ---------- | ---------- |
| any  | batejats  | total     | %        | total     | clergat secular | clergat regular | batejats por sacerdot | diàques | homes      | dones      |            |
| 1949 | 223.000   | 1.509.979 | 14,8     | 88        | 26              | 62              | 2.534                 |         | 72         | 67         | 51         |
| 1970 | 720.000   | 1.400.000 | 51,4     | 102       | 39              | 63              | 7.058                 |         | 95         | 190        | 26         |
| 1980 | 623.000   | 923.000   | 67,5     | 51        | 8               | 43              | 12.215                |         | 58         | 131        | 34         |
| 1990 | 1.218.000 | 2.214.000 | 55,0     | 88        | 14              | 74              | 13.840                |         | 107        | 247        | 29         |
| 1999 | 2.520.160 | 4.420.050 | 57,0     | 102       | 13              | 89              | 24.707                |         | 309        | 473        | 29         |
| 2000 | 2.535.000 | 4.500.000 | 56,3     | 134       | 17              | 117             | 18.917                |         | 329        | 499        | 31         |
| 2001 | 2.855.000 | 4.750.000 | 60,1     | 135       | 17              | 118             | 21.148                | 1       | 323        | 516        | 32         |
| 2002 | 3.011.000 | 4.890.000 | 61,6     | 134       | 23              | 111             | 22.470                | 1       | 352        | 527        | 32         |
| 2003 | 3.400.000 | 5.050.000 | 67,3     | 143       | 29              | 114             | 23.776                | 1       | 418        | 549        | 33         |
| 2004 | 3.055.000 | 4.843.000 | 63,1     | 147       | 27              | 120             | 20.782                | 1       | 289        | 543        | 32         |
| 2007 | 2.341.000 | 3.184.681 | 73,5     | 129       | 25              | 104             | 18.147                | 1       | 289        | 543        | 34         |
| 2011 | 2.717.000 | 3.682.000 | 73,8     | 114       | 53              | 61              | 23.833                |         | 302        | 191        | 29         |